# 防災情報機構
防災情報機構NPO法人（ぼうさいじょうほうきこう）は、防災、減災、危機管理および災害救援等にかかる最新情報の発信を事業の主軸として、民間の立場から積極的な提言を行うとともに、あわせてその実現に向けて貢献する事業を推進し、国民生活の安全と安心に寄与することをめざす特定非営利活動法人 (NPO) である。

## 事業
1. 防災情報新聞の発行・普及統括
2. 防災士制度の推進
3. 災害時避難誘導標識調査会制定「避難場所」新標識の普及推進
4. 防災問題に関する研究開発事業の受託業務を推進

## 役員
- 最高顧問：石原信雄（日本防災士機構最高顧問、元内閣官房副長官）
- 議長：樋口廣太郎（民間防災推進会議）
- 常任顧問：関根則之（日本防災士機構常任顧問、元消防庁長官）
- 会長：伊藤和明（日本防災士機構理事、元NHK解説委員）
- 理事長：玉田三郎（日本防災士機構事務総長、防災情報新聞社主筆、日本防災士会常任幹事）
- 常務理事：橋本茂（日本防災士機構理事、防災情報新聞社編集長、日本防災士会常任幹事）
- 理事：橋本良一
- 監事：山田征男

## 沿革
- 1995年（平成7年）4月 - 防災情報機構の前身となる防災問題研究所が発足する。
- 1997年（平成9年）4月15日 - 防災情報新聞の創刊号が発行される。
- 1998年（平成10年）12月 - 防災情報機構が発足し、会長には石原が就任した。
- 1999年（平成11年）8月 - 内閣府が防災情報機構特定非営利活動法人を認証。
- 1999年（平成11年）12月 - 防災士制度の検討を開始する。
- 2000年（平成12年）10月 - 防災士制度研究会を設置する。
- 2000年（平成12年）11月 - 第1回総合防災セミナーを開催する。
- 2001年（平成13年）4月 - 防災士制度検討委員会（委員長：廣井脩）を設置し、防災士制度の設計を開始する。
- 2001年（平成13年）8月 - 防災士制度作業部会（座長：宮川知雄）を設置する。
- 2001年（平成13年）12月 - 防災士制度推進委員会を設置する。
- 2002年（平成14年）1月 - 第2代会長に伊藤和明（元NHK解説委員）が就任する。
- 2002年（平成14年）7月 - NPO法人日本防災士機構を設立する。
- 2003年（平成15年）4月 - 防災士研修民間機関として防災士研修センターなどを認証する。
- 2008年（平成20年）3月17日 - 防災情報新聞が第132号発行をもって休刊し、web版に移行する。